# Чемпионат мира по стрельбе 1990
45-й чемпионат мира по стрельбе прошёл в 1990 году в Москве (СССР) в Олимпийском стрелковом комплексе «Динамо» в Мытищах.

## Общий медальный зачёт
(Синим цветом выделена принимающая страна)
| Место | Страна           | Золото | Серебро | Бронза | Всего |
| ----- | ---------------- | ------ | ------- | ------ | ----- |
| 1     | СССР             | 20     | 15      | 11     | 41    |
| 2     | США              | 5      | 5       | 7      | 17    |
| 3     | Венгрия          | 4      | 6       | 2      | 12    |
| 4     | Италия           | 4      | 2       | 2      | 8     |
| 5     | ФРГ              | 4      | 1       | 2      | 7     |
| 6     | ГДР              | 3      | 2       | 3      | 8     |
| 7     | Болгария         | 3      | 1       | 2      | 6     |
| 8     | Китай            | 2      | 6       | 6      | 14    |
| 9     | Франция          | 2      | 1       | 3      | 6     |
| 10    | Великобритания   | 2      | 1       | 2      | 5     |
| 11    | Норвегия         | 2      | 1       | 0      | 3     |
| 12    | Республика Корея | 2      | 0       | 2      | 4     |
| 13    | Чехословакия     | 1      | 3       | 1      | 5     |
| 14    | Швеция           | 1      | 2       | 2      | 5     |
| 15    | Югославия        | 1      | 1       | 3      | 5     |
| 16    | Финляндия        | 1      | 1       | 2      | 4     |
| 17    | Колумбия         | 1      | 0       | 0      | 1     |
| 18    | Швейцария        | 0      | 3       | 3      | 6     |
| 19    | Дания            | 0      | 2       | 1      | 3     |
| 20    | Куба             | 0      | 1       | 1      | 2     |
| 20    | Польша           | 0      | 1       | 1      | 2     |
| 22    | Австралия        | 0      | 1       | 0      | 1     |
| 22    | Испания          | 0      | 1       | 0      | 1     |
| 22    | Португалия       | 0      | 1       | 0      | 1     |
| 25    | Япония           | 0      | 0       | 1      | 1     |
| 25    | Нидерланды       | 0      | 0       | 1      | 1     |

## Медалисты

### Мужчины

#### Винтовка
| Дисциплина                               | Золото                                                        | Серебро                                                      | Бронза                                                              |
| ---------------------------------------- | ------------------------------------------------------------- | ------------------------------------------------------------ | ------------------------------------------------------------------- |
| Винтовка с трёх позиций, 50 м            | Ли Ын Чуль (Республика Корея)                                 | Роберт Форт (США)                                            | Грачья Петикян (СССР)                                               |
| Винтовка с трёх позиций, 50 м (команды)  | СССР · Вячеслав Бочкарёв · Кирилл Иванов · Грачья Петикян     | Чехословакия · Милан Бакес · Петр Курка · Мирослав Варга     | Югославия · Раймонд Дебевец · Неманя Мирославлев · Горан Максимонич |
| Винтовка лёжа, 50 м                      | Вячеслав Бочкарёв (СССР)                                      | Харалд Стенвог (Норвегия)                                    | Тадеуш Червинский (Польша)                                          |
| Винтовка лёжа, 50 м (команды)            | СССР · Вячеслав Бочкарёв · Геннадий Лущиков · Сергей Мартынов | Чехословакия · Яромир Бурес · Вацлав Бечвар · Мирослав Варга | Югославия · Раймонд Дебевец · Неманя Мирославлев · Горан Максимонич |
| Винтовка с колена, 50 м                  | Хуберт Бихлер (ФРГ)                                           | Вячеслав Бочкарёв (СССР)                                     | Грачья Петикян (СССР)                                               |
| Винтовка с колена, 50 м (команды)        | ФРГ Хуберт Бихлер Томас Брохер Петер Хайнц                    | СССР · Вячеслав Бочкарёв · Кирилл Иванов · Грачья Петикян    | Югославия · Раймонд Дебевец · Неманя Мирославлев · Горан Максимонич |
| Винтовка стоя, 50 м                      | Ли Ын Чуль (Республика Корея)                                 | Энрике Клаверол (Испания)                                    | Роберт Форт (США)                                                   |
| Винтовка стоя, 50 м (команды)            | СССР · Вячеслав Бочкарёв · Кирилл Иванов · Грачья Петикян     | Чехословакия · Яромир Бурес · Вацлав Бечвар · Мирослав Варга | Франция · Жан-Пьер Ама · Паскаль Бесси · Мишель Бюри                |
| Винтовка с трёх позиций, 300 м           | Малколм Купер (Великобритания)                                | Гленн Дабис (США)                                            | Йёрген Херлуфсен (Дания)                                            |
| Винтовка с трёх позиций, 300 м (команды) | СССР · Анатолий Клименко · Игорь Максаков · Грачья Петикян    | Франция · Роже Шасса · Паскаль Бесси · Доминик Макен         | Швеция · Ёран Янссон · Роджер Янссон · Микаэль Ларссон              |
| Винтовка лёжа, 300 м                     | Харалд Стенвог (Норвегия)                                     | Норберт Стурни (Швейцария)                                   | Хуберт Бихлер (ФРГ)                                                 |
| Винтовка лёжа, 300 м (команды)           | Норвегия · Йёрн Дален · Геир Магне Ролланд · Харалд Стенвог   | США · Брэдли Карнес · Гленн Дабис · Томас Тамас              | Великобритания · Малколм Купер · Джон Дэвис · Майкл Салливан        |
| Винтовка с колена, 300 м                 | Малколм Купер (Великобритания)                                | Йёрген Херлуфсен (Дания)                                     | Хуберт Бихлер (ФРГ)                                                 |
| Винтовка с колена, 300 м (команды)       | Швеция · Ёран Янссон · Роджер Янссон · Микаэль Ларссон        | СССР · Анатолий Клименко · Игорь Максаков · Грачья Петикян   | Швейцария · Оливье Коттаньу · Пьер Ален Дюфо · Норберт Стурни       |
| Винтовка стоя, 300 м                     | Гленн Дабис (США)                                             | Рогер Янссон (Швеция)                                        | Паскаль Бесси (Франция)                                             |
| Винтовка стоя, 300 м (команды)           | Франция · Роже Шасса · Паскаль Бесси · Доминик Макен          | СССР · Анатолий Клименко · Игорь Максаков · Грачья Петикян   | Чехословакия · Милан Бакес · Петр Курка · Павел Лисковец            |
| Стандартная винтовка, 300 м              | Гленн Дабис (США)                                             | Норберт Стурни (Швейцария)                                   | Малколм Купер (Великобритания)                                      |
| Стандартная винтовка, 300 м (команды)    | США · Брэдли Карнес · Гленн Дабис · Стив Гофф                 | Швейцария · Хайнц Браэрн · Пьер Ален Дюфо · Норберт Стурни   | Финляндия · Калле Лескинен · Тапио Сяюневирта · Ралф Вестерлунд     |
| Пневматическая винтовка, 10 м            | Йохан Ридерер (ФРГ)                                           | Раймонд Дебевец (Югославия)                                  | Масару Янадига (Япония)                                             |
| Пневматическая винтовка, 10 м (команды)  | ФРГ Йохан Ридерер Ханнес Хиоршфогель Маттиас Штих             | ГДР · Олаф Хесс · Свен Мартини · Франк Реттковски            | Республика Корея · Ча Юн Чуль · Ым Тэ Джин · Ю Джун Мо              |

#### Пистолет
| Дисциплина                                | Золото                                                       | Серебро                                                        | Бронза                                                    |
| ----------------------------------------- | ------------------------------------------------------------ | -------------------------------------------------------------- | --------------------------------------------------------- |
| Пистолет, 50 м                            | Спас Копринков (Болгария)                                    | Ван Ифу (Китай)                                                | Сергей Пыжьянов (СССР)                                    |
| Пистолет, 50 м (команды)                  | Венгрия · Иштван Аг · Чаба Дьёрик · Золтан Папаниц           | СССР · Игорь Басинский · Александр Мелентьев · Сергей Пыжьянов | Швеция · Бенгт Камис · Бенни Эстлунд · Рагнар Сканокер    |
| Скорострельный пистолет, 25 м             | Ральф Шуман (ГДР)                                            | Мирослав Игнатюк (СССР)                                        | Петри Этеляниеми (Финляндия)                              |
| Скорострельный пистолет, 25 м (команды)   | СССР · Афанасий Кузьмин · Мирослав Игнатюк · Виктор Торшин   | Венгрия · Ласло Балог · Золтан Ковач · Лайош Палинкаш          | Швейцария · Отто Келлер · Антон Кюхлер · Хансрюди Шнайдер |
| Пистолет центрального боя, 25 м           | Сергей Пыжьянов (СССР)                                       | Мирослав Игнатюк (СССР)                                        | Пак Бён Тэк (Республика Корея)                            |
| Пистолет центрального боя, 25 м (команды) | СССР · Афанасий Кузьмин · Мирослав Игнатюк · Сергей Пыжьянов | Финляндия · Сеппо Макинен · Аско Макинен · Рейё Парепало       | США · Дон Найгорд · Эдоардо Суарес · Дариус Янг           |
| Стандартный пистолет, 25 м                | Мирослав Игнатюк (СССР)                                      | Финн Дамкьер (Дания)                                           | Антон Кюхлер (Швейцария)                                  |
| Стандартный пистолет, 25 м (команды)      | СССР · Афанасий Кузьмин · Игорь Басинский · Сергей Пыжьянов  | Китай · Ван Хуэй · Ван Жуньси · Ван Ифу                        | США · Эрик Булджанг · Джимми Маккой · Дон Найгорд         |
| Пневматический пистолет, 10 м             | Бернардо Тобар (Колумбия)                                    | Иштван Аг (Венгрия)                                            | Борис Кокорев (СССР)                                      |
| Пневматический пистолет, 10 м (команды)   | СССР · Борис Кокорев · Михаил Неструев · Сергей Пыжьянов     | Венгрия · Иштван Аг · Чаба Дьёрик · Золтан Папаниц             | ГДР · Гернот Эдер · Йенс Поттек · Уве Поттек              |

#### Стрельба по подвижной мишени
| Дисциплина                                                                 | Золото                                                           | Серебро                                                          | Бронза                                                           |
| -------------------------------------------------------------------------- | ---------------------------------------------------------------- | ---------------------------------------------------------------- | ---------------------------------------------------------------- |
| 50 метров                                                                  | Алексей Послов (СССР)                                            | Манфред Курцер (ГДР)                                             | Аттила Сольти (Венгрия)                                          |
| 50 метров (команды)                                                        | Венгрия · Йожеф Аньдян · Йожеф Шике · Дьюла Сабо · Аттила Сольти | СССР · Геннадий Авраменко · Анатолий Асрабаев · Алексей Послов   | Китай · Аху · Цзи Ган · Чжан                                     |
| Стрельба по мишени, движущейся с переменной скоростью, 50 метров           | Чжан Жунхуэй (Китай)                                             | Геннадий Авраменко (СССР)                                        | Манфред Курцер (ГДР)                                             |
| Стрельба по мишени, движущейся с переменной скоростью, 50 метров (команды) | СССР · Геннадий Авраменко · Анатолий Асрабаев · Алексей Послов   | Китай · Цай Чжиюн · Шу Цянцюань · Чжан Жунхуэй                   | Венгрия · Йожеф Аньдян · Йожеф Шике · Дьюла Сабо · Аттила Сольти |
| 10 метров                                                                  | Манфред Курцер (ГДР)                                             | Шу Цянцюань (Китай)                                              | Геннадий Авраменко (СССР)                                        |
| 10 метров (команды)                                                        | Китай · Цай Чжиюн · Шу Цянцюань · Чжан                           | Венгрия · Йожеф Аньдян · Йожеф Шике · Дьюла Сабо · Аттила Сольти | ГДР · Петер Мезерт · Михаэль Якозиц · Йенс Циммерман             |

#### Стендовая стрельба
| Дисциплина           | Золото                                                          | Серебро                                                  | Бронза                                                                      |
| -------------------- | --------------------------------------------------------------- | -------------------------------------------------------- | --------------------------------------------------------------------------- |
| Трап                 | Йёрг Дамме (ГДР)                                                | Даниэле Чиони (Италия)                                   | Марко Вентурини (Италия)                                                    |
| Трап (команды)       | Италия · Даниэле Чиони · Марко Вентурини · Альбано Пера         | Португалия · Антониу Маркиш · Жуан Рибелу · Мануэл Силва | ГДР · Йёрг Дамме · Томас Фихтер · Ральф Реберг                              |
| Дубль-трап           | Брет Эриксон (США)                                              | Кевин Джилл (Великобритания)                             | Жан-Поль Гро (Франция)                                                      |
| Дубль-трап (команды) | Франция · Бернар Блондё · Жан-Поль Гро · Ив Тронк               | Австралия · Майкл Даймонд · Расселл Марк · Крэйг Тилли   | Италия · Даниэле Чиони · Марко Вентурини · Альбано Пера                     |
| Скит                 | Андреа Бенелли (Италия)                                         | Сервандо Пулдон (Куба)                                   | Тамаз Имнаишвили (СССР)                                                     |
| Скит (команды)       | Чехословакия · Бронислав Бехинский · Леош Главачек · Петр Малек | СССР · Тамаз Имнаишвили · Пеэтер Пиакк · Валерий Тимохин | Куба · Сервандо Пульдон · Хуан Родригес Мартинес · Гильермо Альфредо Торрес |

### Женщины

#### Винтовка
| Дисциплина                              | Золото                                                  | Серебро                                                  | Бронза                                                    |
| --------------------------------------- | ------------------------------------------------------- | -------------------------------------------------------- | --------------------------------------------------------- |
| Винтовка с трёх позиций, 50 м           | Весела Лечева (Болгария)                                | Дина Вайджер (США)                                       | Аница Валкова (Болгария)                                  |
| Винтовка с трёх позиций, 50 м (команды) | Болгария · Весела Лечева · Аница Валкова · Нонка Матова | США · Лауни Мейли · Кристен Петерсон · Дина Вайджер      | СССР · Валентина Черкасова · Леся Лескив · Ирина Шилова   |
| Винтовка лёжа, 50 м                     | Ирина Шилова (СССР)                                     | Валентина Черкасова (СССР)                               | Леся Лескив (СССР)                                        |
| Винтовка лёжа, 50 м (команды)           | СССР · Валентина Черкасова · Леся Лескив · Ирина Шилова | Болгария · Милена Спасова · Аница Валкова · Нонка Матова | США · Лауни Мейли · Кристен Петерсон · Тамми Де Эйнджелис |
| Пневматическая винтовка, 10 м           | Эва Йоо (Венгрия)                                       | Рената Мауэр (Польша)                                    | Йоланда Свинкелс (Нидерланды)                             |
| Пневматическая винтовка, 10 м (команды) | США · Лауни Мейли · Кристен Петерсон · Дина Вайджер     | Венгрия · Берендетте Ферентейль · Эва Фориан · Эва Йоо   | СССР · Валентина Черкасова · Анна Малухина · Ирина Шилова |

#### Пистолет
| Дисциплина                              | Золото                                                         | Серебро                                                | Бронза                                                        |
| --------------------------------------- | -------------------------------------------------------------- | ------------------------------------------------------ | ------------------------------------------------------------- |
| Пистолет, 50 м                          | Марина Логвиненко (СССР)                                       | Евгения Галузо (СССР)                                  | Ли Дуйхун (Китай)                                             |
| Пистолет, 50 м (команды)                | СССР · Марина Логвиненко · Евгения Галузо · Нино Салуквадзе    | Швеция · Керстин Допин · Бритт Марие Эллис · Крис Кайд | Китай · Лю Хайин · Ли Дуйхун · Цянь Мэйфан                    |
| Пневматический пистолет, 10 м           | Ясна Шекарич (Югославия)                                       | Марина Логвиненко (СССР)                               | Светлана Смирнова (СССР)                                      |
| Пневматический пистолет, 10 м (команды) | СССР · Марина Логвиненко · Светлана Смирнова · Нино Салуквадзе | ФРГ Лизелотте Брекер Моника Шилледер Маргит Штайн      | Болгария · Мария Гроздева · Маргарита Шкодрова · Таня Станева |

#### Стендовая стрельба
| Дисциплина           | Золото                                                    | Серебро                                               | Бронза                                                         |
| -------------------- | --------------------------------------------------------- | ----------------------------------------------------- | -------------------------------------------------------------- |
| Трап                 | Пиа Бальдиссери (Италия)                                  | Роберта Пелози (Италия)                               | Ван Юйцзинь (Китай)                                            |
| Трап (команды)       | Италия · Паола Таттини · Роберта Пелози · Пиа Бальдиссери | СССР · Майя Губиева · Ирина Ларичева · Елена Шиширина | Китай · Лу Жуйчжэнь · Ван Юйцзинь · Инь Вэйпин                 |
| Дубль-трап           | Пусила Сату (Финляндия)                                   | Елена Шиширина (СССР)                                 | Одри Грош (США)                                                |
| Дубль-трап (команды) | СССР · Майя Губиева · Ирина Ларичева · Елена Шиширина     | Китай · Лу Жуйчжэнь · Ван Юйцзинь · Инь Вэйпин        | США · Гефарт · Одри Грош · Денизе Моррисон                     |
| Скит                 | Светлана Дёмина (СССР)                                    | Эржебет Вашвари (Венгрия)                             | Чжан Шань (Китай)                                              |
| Скит (команды)       | Венгрия · Ибойя Гоболош · Диана Игай · Эржебет Вашвари    | Китай · Шао Вэйпин · У Ланьин · Чжан Шань             | СССР · Светлана Дёмина · Земфира Мефтахетдинова · Елена Пушина |